# Mohamed Charfi (personnalité algérienne)
Ne doit pas être confondu avec Mohamed Cherfi.
Pour les articles homonymes, voir Mohamed Charfi et Charfi.
Mohamed Charfi, né le 15 octobre 1946 à Oued Zenati (dans la région de Guelma en Algérie), est un juriste et homme politique algérien.
Dans le contexte des manifestations de 2019 en Algérie, il est nommé président de l'Autorité nationale indépendante des élections (ANIE), nouvellement créée en septembre. Il est mis fin à ses fonctions en novembre 2024.

## Biographie
Diplômé de l'ENA, il sera procureur général à Biskra, Annaba, Sétif, Guelma, Oum El Bouaghi, Constantine et Bejaïa entre 1979 et 1989 avant de devenir secrétaire général du ministère de la Justice entre 1989 et 1991. Avant l'avènement du multipartisme, une manifestation a été réprimée alors qu'il était en poste.
Conseiller auprès du président de la République de 1999 à 2002 et de 2009 à 2012. Il a été ministre de la Justice de 2002 à 2004 et de 2012 à 2013.
Le 15 septembre 2019, en prévision de l'élection présidentielle algérienne de 2019, il est « chargé personnellement » par le chef d'État-Major Gaïd Salah de prendre le rôle du président de l'Autorité nationale indépendante des élections, entité responsable de « la préparation, de l'organisation, de la gestion, de la supervision et de la surveillance des élections », dans le contexte des manifestations de 2019 en Algérie et de la succession du chef de l'État par intérim Abdelkader Bensalah.
Le 2 novembre 2020, au lendemain du référendum constitutionnel algérien de 2020, il déclare que l'Algérie dispose ainsi d'une « constitution halal ».
Sous sa présidence, le travail de l'ANIE est critiqué lors de l'élection présidentielle de 2024. Il est mis fin à ses fonctions le 27 novembre 2024, pour, selon le décret présidentiel paru au journal officiel, « raisons de santé ».

## Formation et diplômes
- Diplômé de l’ENA section judiciaire,
- Licence en droit,
- DEA en sciences criminelles et privées,
- Doctorat en droit.

## Parcours professionnel
- 1972 - 1989 : magistrat, juge d’instruction puis Procureur Général au niveau de différentes cours,
- 1989 - 1991 : secrétaire Général au Ministère de la Justice,
- 1991 - 1997 : conseiller à la Cour Suprême, Président de section,
- 2002 - 2004 : ministre de la justice
- 2012 - 2013 : ministre de la justice, garde des Sceaux.
- 2019 - 27 novembre 2024[8] : président de l’Autorité nationale indépendante des élections (ANIE)